# Koszmosz–426
A Koszmosz–426 (oroszul: Космос–426) DSZ–U2–K típusú szovjet geofizikai műhold.

## Küldetés
Feladata a sarki régiókban a Föld felső légkörének vizsgálata. Adatszolgáltatásával jelentősen hozzájárult a világűr és az ionoszféra megismeréséhez.

## Jellemzői
Az ukrajnai Dnyipropetrovszkban, a Junozsnoje tervezőirodában kifejlesztett és ellenőrzése alatt az (OKB–586) gyártotta. Üzemeltetője a Honvédelmi Minisztérium (Министерство обороны – MO). Programját az Orosz Akadémia Intézetei állították össze, értékelték ki.
Megnevezései: Koszmosz–426; Космос 426; COSPAR: 1971-052A. Kódszáma: 5281.
1971. június 4-én a Pleszeck űrrepülőtérről az LC–132/2 (LC–Launch Complex) jelű indítóállványról egy Koszmosz–3M (GRAU-kódja: 11F611) típusú hordozórakétával juttatták alacsony Föld körüli pályára (LEO = Low-Earth Orbit). Az orbitális egység pályája 98,95 perces, 73,96 fokos hajlásszögű, elliptikus pálya perigeuma 354 kilométer, apogeuma 1062 kilométer volt.
Tájolása passzív, mágneses, a Föld felé irányított – gravitációs rendszerű. A műhold belsejében árnyékolástechnikával állandó hőmérsékletet biztosítottak. Hasznos tömege 680 kilogramm. Az űreszközhöz napelemtáblákat szereltek, éjszakai (földárnyék) energiaellátását kémiai akkumulátorok biztosították. A rendelkezésre áll hajtóanyaggal és gázfúvókáival végezték a stabilizálást és a pályamagasság tartását.

## Műszerei
- "DEC–1A" – elektronok jelenlétét, elektromos töltésének nagyságát regisztrálni
- "YES–1A" – alacsony energiájú elektronok spektrumanalizátora
- "TC–1A" – felmérni a kozmikus sugárzás intenzitását
- "MSU–W" – mágneses csillapítási rendszer alkalmazása

## Beépített rádió
- "BRKL–B" – rádiókommunikációs berendezés, a Földről kapott utasítások végrehajtására;
- "Crab" – rádióadó, a telemetriai antennái segítségével a földi állomásokra továbbította a mért (rögzített) adatokat;
- "Tral–P2" – távvezérlő berendezések memóriája "ZU–2C";

2002. május 11-én 11 298,39 nap (30,93 év) szolgálati idő után belépett a légkörbe és megsemmisült.